# Muzeum vinařství, zahradnictví a krajiny
Muzeum vinařství, zahradnictví a krajiny ve Valticích je jedním z pracovišť Národního zemědělského muzea, jehož centrála a hlavní výstavní budova je v Praze na Letné. Muzeum sídlí na valtickém Náměstí Svobody, v jeho těsném sousedství je Městské muzeum Valtice a kostel Nanebevzetí Panny Marie.

## Historie
Počátek historie dnešního muzea vinařství, zahradnictví a krajiny (původní podtitul muzea byl muzeum vinařství, zahradnictví a životního prostředí) ve Valticích, jednoho z muzeí Národního zemědělského muzea, lze položit do r. 1952, kdy Vysoká škola zemědělská v Brně, po přestěhování do zámku v Lednici, započala v jeho I. patře, spolu s Československou mysliveckou jednotou Praha, budovat Státní výukové muzeum pro myslivost.
Toto muzeum bylo v r. 1961 předáno tehdejšímu Československému zemědělskému muzeu Praha. Od r. 1967 v Lednici vzniká zahradnické oddělení muzea. Jeho první expozicí se stala světově ojedinělá instalace Vývoj zahrad a parků v Čechách a na Moravě. Prakticky od svého vzniku čelilo muzeum snahám o vystěhování ze zámku, v němž bylo umístěno na základě hospodářských smluv nejprve s Okresní památkovou správou v Břeclavi, později s Krajským střediskem státní památkové péče a ochrany přírody v Brně. Vzhledem k tomu, že zemědělské muzeum bylo v lednickém zámku pouze v pronájmu a nebylo jisté, do jaké míry se vývoj nájemních vztahů se Státním památkovým ústavem bude nadále ubírat, usilovalo o získání vlastního objektu. Na základě úspěšných jednání se státními úřady tedy muzeum od roku 1987 sídlí ve vlastní budově ve Valticích.
Od Regionálního muzea v Mikulově převzalo muzeum 1. 4. 1988 lovecký zámeček Janův hrad, situovaný v Kančí oboře za lednickým parkem, do něhož byly následujícím rokem přestěhovány myslivecké expozice. Zámeček byl v průběhu let postupně nákladně opravován a restaurován do původního stavu. Po nezbytných opravách a rekonstrukci se do budovy ve Valticích přestěhovaly kanceláře, depozitáře, dílny, byl zde vybudován služební byt a pět relativně malých výstavních místností. Hlavní výstavní prostory zůstaly v lednickém zámku a nové také byly budovány v Janově hradě. V r. 1991 si zahradnické muzeum svůj odborný zájem rozšířilo i o životní prostředí a následně v lednickém zámku byla vybudována rozsáhlá a nákladná expozice Člověk a životní prostředí, která oprávněně budila zájem četných návštěvníků.
V r. 2001 požádal Státní památkový ústav o zrušení nájemní smlouvy k prostorám v lednickém zámku, které hodlal využít k vlastním expozicím. Jednání vedená s úmyslem prodloužit nájemní vztah nebyla úspěšná a NZM své výstavní prostory v I. patře zámku vyklidilo k 1. 10. 2001, zbytek pronajatých prostor ve II. patře byl předán 30. dubna 2002. V pronájmu NZM zůstaly pouze skladovací prostory v tzv. Kapucínkách.
Koncem r. 2002 náhlým rozhodnutím ministra kultury byl i Janův hrad převeden pod správu Národního památkového ústavu. Janův hrad byl předán k 1. lednu 2003 a NZM Valtice tak ztratilo své nejrozsáhlejší a nejvýznamnější výstavní prostory a muselo se soustředit pouze na valtickou budovu. Během několika let došlo k maximálnímu rozšíření výstavních prostor omezením dílen a skladů na nezbytné, často nedostatečné minimum. Byl zrušen i služební byt a všechny prostory v maximální míře využity pro výstavní a expoziční účely.

## Současná budova
Základy budovy dnešního muzea na valtickém náměstí pocházejí pravděpodobně z poloviny 17. století, kdy se při stavbě kostela dotvářelo i valtické podzámčí. Zdejší komplex budov sloužil zámecké hospodářské správě lichtenštejnských statků. Koncem 19. století byla budova do značné míry přestavěna a vzhled domů na náměstí byl architektonicky sjednocen. V 50. letech minulého století zde sídlil domov mládeže Státní rolnické školy, ale koncem 70. let byla budova uzavřena a začala chátrat. Když počátkem 90. let 20. století objekt získalo Národní zemědělské muzeum, byl již značně zdevastovaný a musel být od základů nákladně zrestaurován. V r. 1994 skončily hlavní rekonstrukce ve valtické budově muzea, začaly se zde pořádat menší výstavy a následně zde muzeum přesídlilo zcela.
Další rozsáhlou rekonstrukcí prošel objekt muzea v letech 2018 a 2019. V úterý V rámci projektu financovaného z evropských fondů vznikly tři nové expozice – Národní expozice vinařství, Tajemný život v půdě a v novém podání také Krajina Lednicko-valtického areálu. Modernizace areálu přinesla i lepší podmínky pro práci kurátorů. Modernizací areálu muzeum také výrazně zlepšilo podmínky pro uchovávání sbírkových předmětů ve svých depozitářích. Zastaralý úložný systém byl nahrazen novými posuvnými prachotěsnými regály. Rekonstrukcí prošla i střecha budovy a podkroví, kde v dosud nepřístupných půdních prostorách vznikla malá expozice zemědělských nástrojů, jako jsou postřikovače, plečky, rádla.
Muzeum získalo novou pavlač ve dvorní části druhého nadzemního podlaží, která slouží ke krátkodobým sezónním výstavám. Součástí modernizace bylo rovněž zpřístupnění expozic pro návštěvníky s omezenou mobilitou, k lepšímu komfortu přispělo také vybudování výtahu.
Projekt Modernizace areálu a zefektivnění správy podsbírek Národního zemědělského muzea Valtice byl financován z programu Integrovaného regionálního programu (IROP) Evropské unie a Ministerstvem zemědělství, které je zřizovatelem muzea. V rámci Národní soutěže muzeí Gloria musaealis získal projekt rekonstrukce a vytvoření nových expozic třetí místo v kategorii Muzejní počin roku 2019.

## Expozice muzea
- Národní expozice vinařství – historie vinařství a původ révy vinné, vinohradnictví, sklepní hospodářství a degustace vína
- Tajemný život v půdě – pohled do světa pod povrchem země
- Krajina Lednicko-valtického areálu – architektonické památky i místní fauna a flóra
- Muzejní dvůr, pocitový chodník, balkonové květiny a letničky
- Výstavní pavilon pro sezonní výstavy

## Jednotlivá pracoviště a výstavní budovy Národního zemědělského muzea
- NZM Praha, příběhy zemědělství
- NZM Čáslav, muzeum zemědělské techniky
- NZM Kačina, zámek, muzeum a park
- NZM Ohrada, muzeum lesnictví, myslivosti a rybářství
- NZM Valtice, muzeum vinařství, zahradnictví a krajiny
- NZM Ostrava, muzeum potravin a zemědělských strojů